# Максим Паскочий
Максим Паскочий (ест. Maksim Paskotši, нар. 19 січня 2003, Таллінн, Естонія) — естонський футболіст, центральний захисник швейцарського клубу «Грассгоппер» та національної збірної Естонії.

## Ігрова кар'єра

### Клубна
Маким Паскочий народився у Таллінні і є вихованцем столичних клубів «Калев» та «Флора». У 2020 році Максим був внесений до заявки першої команди «Флори» але на полі тоді так і не з'явився.
У вересні 2020 року футболіст перебрався до академії англійського клубу «Тоттенгем Готспур», де продовжив ситупати на молодіжному рівні за другу команду лондонців. За першу команду «Готспур» Паскочий провів одну гру. Стался це 19 серпня 2021 року у матчі кваліфікаційного раунду Ліги конференцій проти португальського «Пасуш-де-Феррейра».
У вересні 2023 року Паскочий перейшов до швейцарського «Грассгоппера», з яким підписав трирічний контракт. Першу гру в новій команді захисник провів 23 вересня 2023 року у чемпіонаті Швейцарії.

### Збірна
З 2018 року Максим Паскочий виступав за юнацькі збірні Естонії.
24 березня 2021 року у матчі відьору до чемпіонату світу 2022 року проти команди Чехії Паскочий дебютував у складі національної збірної Естонії.

## Титули
Естонія
- Переможець Кубка Балтії: 2020[5]